# Phlox pungens
Phlox pungens är en blågullsväxtart som beskrevs av R.D. Dorn. Phlox pungens ingår i släktet floxar, och familjen blågullsväxter. Inga underarter finns listade i Catalogue of Life.